# Camaridium horichii
Camaridium horichii är en orkidéart som först beskrevs av Karlheinz Senghas, och fick sitt nu gällande namn av Mario Alberto Blanco. Camaridium horichii ingår i släktet Camaridium och familjen orkidéer. Inga underarter finns listade i Catalogue of Life.